# Общовойскови камионен полк
Общовойсковият камионен полк (съкратено ОКП) е полк на Българската армия през Втората световна война и след нея.
Той е единствената изцяло моторизирана част на войската до 1945 година. Предназначен е както за водене на бой с мотопехота, така и за транспортиране на мотопехота в бойни действия. Участвал е със свои подразделения в заключителния етап от Втората световна война. Терминът „камионен“ е за обозначаване на моторизиран или мотопехотен полк, иначе той е снабден, освен с камиони, и с друга моторна техника като автомобили, мотоциклети и влекачи.

## Създаване
Създаден е на 1 септември 1943 г. на основата на Общовойсковата камионна дружина след нарастването на частта до размерите на полк. Целта е създаване на специализирана войска на българската мотопехота, която да разполага както със стрелкови роти, наричани още строеви, така и с различни камионни, мотоциклетни и автомобилни роти, наричани нестроеви, изпълняващи функциите на превозващи строевите роти с моторна техника.
Казармите на полка са се намирали срещу днешния институт „Пирогов“. През декември 1943 г. полкът пръв става жертва на започналите британско-американски бомбардировки на София, като на 17 декември 1943 г. в 2 часа през нощта казармите са ударени от британски самолетни снаряди. Загиват много войници. Частта не е евакуирана от София чак до април 1944 г., преживявайки най-тежките бомбардировки като тази на 10 януари 1944 г. През април 1944 г. ОКП е евакуиран в село Алдомировци до Сливница, където остава стациониран до 9 септември 1944 г.

## 9 септември 1944 г.
На 9 септември 1944 г. в 6 часа сутринта след прокламацията на новия министър-председател Кимон Георгиев полкът е вдигнат по тревога и пристига в София. Той е разположен около Министерството на войната, тъй като частите му са въоръжени с модерно оръжие, могат да гарантират сигурността и да се грижат с моторизираната си техника за новата власт съвместно с Бронираната бригада. След няколко дни голяма част от подразделенията му са стационирани отново в старите казарми на полка (до днешния институт „Пирогов“), докато няколко автомобилни роти остават преведени във военното министерство за обслужване на най-висшите военни на Българската народна войска.
Скоро след това основните подразделения на ОКП са изпратени на фронта за участие във войната срещу Германия.

## Война срещу Третия Райх
Общовойсковият камионен полк взима участие в двете фази на участието на България във войната срещу Германия.
В първата фаза участват подразделения на почти всички камионни роти на полка, както и мотоциклетните роти. Те взимат участие във военните действия в Страцинско-кумановската, Брегалнишко-струмишката, Косовската и Нишката операции в състава на 1-ва, 2-ра и 4-та армии. Проявяват се в преследването на германските войски с моторизирана техника в Югославия през октомври – ноември 1944 г.
Във втората фаза ОКП участва в състава на 1-ва армия със сборни подразделения, групирани в Моторизирана дружина в състав: няколко камионни роти, 4 мотоциклетни роти, санитарно-автомобилна рота, автомобилна рота и 4 стрелкови роти. Проявяват се в проведените Дравска операция, Мурска операция и Чаковецка операция (наричана още Балатонска). Тези подразделения имат особена заслуга в преследването на германските войски, както при линията „Маргит“, така и при навлизането на Българската армия в Източна Австрия, където принуждават хитлеристите към бягство, гонейки ги бързоходно с моторизирани отряди, въоръжени с автомати „Шмайзер“ и транспортирани на камиони, чак до Фьолкермаркт на 8 май 1945 г.

## След войната
През юни 1945 година подразделенията на общовойсковия камионен полк, участвали на фронта в 1-ва армия, се завръщат в София, където са посрещнати тържествено и участват във военния парад в чест на армията в столицата.
През 1945 – 1955 г. полкът се разполага в същите казарми, където и през войната. През 1955 г. е разформирован поради моторизирането на по-голямата част от Българската армия.

## Командири
- Полковник Марко Крушков (1943 – 1945)
- Полковник Иван Анастасов – 15 декември 1945 – 1946